# Morti nel 2005/Dicembre
| Questa pagina contiene informazioni ricavate automaticamente dalle voci biografiche con l'ausilio del template Bio e di un bot. L'aggiornamento è periodico e automatico e ricostruisce completamente la pagina. Se manca una persona in questa lista, sei pregato di non aggiungerla, ma accertati piuttosto che la sua voce biografica contenga il template Bio e che i dati anagrafici siano correttamente compilati. Se il template Bio manca, inseriscilo tu stesso o, in alternativa, metti l'avviso {{tmp\|Bio}} che ne segnala la mancanza. Se i dati riportati sono sbagliati, correggi direttamente la voce biografica; le modifiche saranno visibili in questa lista entro pochi giorni. Per chiarimenti vedi il progetto biografie. La lista contiene solo le 171 persone che sono citate nell'enciclopedia e per le quali è stato implementato correttamente il template Bio. Pagina aggiornata al 18 ago 2025. |

- 1º dicembre - Amedeo Angilella, pittore italiano (n. 1905)
- 1º dicembre - Gust Avrakotos, agente segreto statunitense (n. 1938)
- 1º dicembre - Jack Colvin, attore statunitense (n. 1934)
- 1º dicembre - Vincenzo D'Addario, arcivescovo cattolico italiano (n. 1942)
- 1º dicembre - Dai-Keong Lee, compositore cinese (n. 1915)
- 1º dicembre - Stefano Pompei, urbanista e architetto italiano (n. 1934)
- 1º dicembre - Red Pryor, cestista statunitense (n. 1926)
- 2 dicembre - Rossano Giampaglia, allenatore di calcio e calciatore italiano (n. 1945)
- 2 dicembre - Malik Joyeux, surfista francese (n. 1980)
- 2 dicembre - Liu Baocheng, cestista cinese (n. 1917)
- 2 dicembre - Jaime Morón, calciatore colombiano (n. 1950)
- 2 dicembre - Michele Sorrenti, pesista italiano (n. 1941)
- 2 dicembre - Luciano Zannoni, astronomo italiano (n. 1937)
- 2 dicembre - Muhammad Hamza al-Zubaydi, politico iracheno (n. 1938)
- 3 dicembre - Bruno Foglia, calciatore italiano (n. 1911)
- 3 dicembre - Ileana Ghione, attrice italiana (n. 1931)
- 3 dicembre - Lavinia Gianoni, ginnasta italiana (n. 1911)
- 3 dicembre - Vincenzo Guarna, scrittore italiano (n. 1934)
- 3 dicembre - Kirsi Hannele Sirén, cantante finlandese (n. 1964)
- 4 dicembre - Pietro Bonetto, arbitro di calcio italiano (n. 1921)
- 4 dicembre - Gregg Hoffman, produttore cinematografico statunitense (n. 1963)
- 4 dicembre - Gloria Lasso, cantante spagnola (n. 1922)
- 4 dicembre - Bianca Lattuada, produttrice cinematografica italiana (n. 1912)
- 4 dicembre - Agostino Miliani, cestista italiano (n. 1920)
- 5 dicembre - Salvatore Di Salvo, vescovo cattolico italiano (n. 1922)
- 5 dicembre - Carmelo Mollica, baritono italiano (n. 1920)
- 5 dicembre - Ed Murphy, calciatore scozzese (n. 1930)
- 5 dicembre - Billy Reed, cestista e giocatore di baseball statunitense (n. 1922)
- 5 dicembre - Vladimir Nikolaevič Toporov, storico della letteratura, filologo e critico letterario russo (n. 1928)
- 5 dicembre - François Warnier, militare e aviatore francese (n. 1913)
- 6 dicembre - Hilia Brinis, traduttrice italiana (n. 1928)
- 6 dicembre - Devan Nair, politico singaporiano (n. 1923)
- 6 dicembre - Charly Gaul, ciclista su strada e ciclocrossista lussemburghese (n. 1932)
- 6 dicembre - Paul Halla, calciatore austriaco (n. 1931)
- 6 dicembre - Eugenio Jannelli, politico e medico italiano (n. 1923)
- 6 dicembre - Enrico Rizzi, politico italiano (n. 1930)
- 6 dicembre - Giuseppina Rizzoli Carraro, imprenditrice italiana (n. 1916)
- 6 dicembre - Carla Voltolina, giornalista e partigiana italiana (n. 1921)
- 6 dicembre - William Yarborough, generale statunitense (n. 1912)
- 7 dicembre - Adrian Biddle, direttore della fotografia inglese (n. 1952)
- 7 dicembre - Carroll Ashmore Campbell Jr., politico statunitense (n. 1940)
- 7 dicembre - Evgenij Vladimirovič Fridman, attore e regista sovietico (n. 1929)
- 7 dicembre - Paolo Sylos Labini, economista italiano (n. 1920)
- 7 dicembre - Paolo Torrisi, attore, doppiatore e direttore del doppiaggio italiano (n. 1950)
- 8 dicembre - Ettore Barelli, traduttore, curatore editoriale e scrittore italiano (n. 1920)
- 8 dicembre - Aroldo Collesi, allenatore di calcio e calciatore italiano (n. 1918)
- 8 dicembre - Lorie Lindahl, cestista e allenatrice di pallacanestro statunitense (n. 1941)
- 8 dicembre - Donald Martino, compositore statunitense (n. 1931)
- 8 dicembre - Leo Scheffczyk, cardinale, presbitero e teologo tedesco (n. 1920)
- 9 dicembre - Silvio Domini, scrittore e storico italiano (n. 1922)
- 9 dicembre - Ron Filipek, cestista statunitense (n. 1944)
- 9 dicembre - Casimir Grotnik, vescovo vetero-cattolico polacco (n. 1935)
- 9 dicembre - Luciano Mauri, editore italiano (n. 1929)
- 9 dicembre - Eunice Norton, pianista statunitense (n. 1908)
- 9 dicembre - György Sándor, pianista ungherese (n. 1912)
- 9 dicembre - Robert Sheckley, scrittore statunitense (n. 1928)
- 9 dicembre - Felice Spadaccini, politico italiano (n. 1921)
- 10 dicembre - Mary Jackson, attrice statunitense (n. 1910)
- 10 dicembre - Eugene McCarthy, politico e poeta statunitense (n. 1916)
- 10 dicembre - Richard Pryor, comico, cabarettista e attore statunitense (n. 1940)
- 11 dicembre - Franco Castiglione, politico italiano (n. 1931)
- 11 dicembre - Angelo Cordara, politico italiano (n. 1927)
- 11 dicembre - Bob Frojen, pallanuotista statunitense (n. 1930)
- 11 dicembre - Norman Leavitt, attore statunitense (n. 1913)
- 12 dicembre - Renzo Amadesi, calciatore italiano (n. 1915)
- 12 dicembre - Amerigo Cacioni, ciclista su strada italiano (n. 1908)
- 12 dicembre - Joseph Eric D'Arcy, arcivescovo cattolico australiano (n. 1924)
- 12 dicembre - Carlo Digilio, terrorista e collaboratore di giustizia italiano (n. 1937)
- 12 dicembre - Ramanand Sagar, regista, sceneggiatore e produttore cinematografico indiano (n. 1917)
- 12 dicembre - Annette Strøyberg, attrice e modella danese (n. 1936)
- 12 dicembre - Juraj Szikora, calciatore cecoslovacco (n. 1947)
- 13 dicembre - Majid Musisi, calciatore ugandese (n. 1965)
- 13 dicembre - Stanley Williams, criminale, attivista e scrittore statunitense (n. 1953)
- 14 dicembre - Gordon Duncan, musicista britannico (n. 1964)
- 14 dicembre - Fritz Kristoffersen, calciatore norvegese (n. 1917)
- 14 dicembre - Trevanian, scrittore statunitense (n. 1931)
- 15 dicembre - Julián Marías, filosofo e scrittore spagnolo (n. 1914)
- 15 dicembre - Alfredo Danti, annunciatore televisivo italiano (n. 1925)
- 15 dicembre - Manuel Doménech Pinto, calciatore e allenatore di calcio spagnolo (n. 1925)
- 15 dicembre - Dhabihu'llah Mahrami, funzionario iraniano (n. 1946)
- 15 dicembre - Enrico Paoli, scacchista e compositore di scacchi italiano (n. 1908)
- 15 dicembre - Giuseppe Patroni Griffi, regista, drammaturgo e sceneggiatore italiano (n. 1921)
- 15 dicembre - Darrell Russell, giocatore di football americano statunitense (n. 1976)
- 16 dicembre - Franz Borghese, pittore e scultore italiano (n. 1941)
- 16 dicembre - Eleazar Meletinskij, filologo e storico della letteratura russo (n. 1918)
- 16 dicembre - Santi Rapisarda, politico italiano (n. 1945)
- 16 dicembre - Helmut H. Schaefer, matematico tedesco (n. 1925)
- 16 dicembre - John Spencer, attore statunitense (n. 1946)
- 17 dicembre - Mustafa Ertan, allenatore di calcio e calciatore turco (n. 1926)
- 17 dicembre - Jacques Fouroux, rugbista a 15, allenatore di rugby a 15 e dirigente sportivo francese (n. 1947)
- 17 dicembre - Agnès Guillemot, montatrice francese (n. 1931)
- 17 dicembre - Marcello Nencioni, attore, giornalista e conduttore radiofonico italiano (n. 1928)
- 17 dicembre - Sverre Stenersen, sciatore nordico norvegese (n. 1926)
- 17 dicembre - Alberto Trama, cestista e allenatore di pallacanestro argentino (n. 1925)
- 17 dicembre - Ward Williams, cestista statunitense (n. 1923)
- 18 dicembre - Pietro Bonfiglioli, critico letterario, critico d'arte e critico cinematografico italiano (n. 1924)
- 18 dicembre - Bill Coulthard, cestista canadese (n. 1923)
- 18 dicembre - Keith Duckworth, ingegnere meccanico britannico (n. 1933)
- 18 dicembre - Doris Fisher, baronessa di Rednal, politica inglese (n. 1919)
- 18 dicembre - Ėduard Moiseevič Šafranskij, chitarrista e compositore russo (n. 1937)
- 18 dicembre - Myron Wilkins, cestista statunitense (n. 1955)
- 19 dicembre - Liliana Bonfatti, attrice italiana (n. 1930)
- 19 dicembre - George Bromilow, calciatore inglese (n. 1931)
- 19 dicembre - Vincent Gigante, mafioso statunitense (n. 1928)
- 19 dicembre - Marjorie Kellogg, scrittrice e sceneggiatrice statunitense (n. 1922)
- 19 dicembre - William Leslie, attore statunitense (n. 1925)
- 19 dicembre - Ugo Molinari, cantante italiano (n. 1929)
- 19 dicembre - Luigi Muratori, politico italiano (n. 1946)
- 19 dicembre - Marcel Salva, calciatore francese (n. 1922)
- 20 dicembre - Louis Biesbrouck, calciatore olandese (n. 1921)
- 20 dicembre - Guy Boissière, nuotatore francese (n. 1929)
- 20 dicembre - Raoul Bott, matematico ungherese (n. 1923)
- 20 dicembre - Argentina Brunetti, attrice argentina (n. 1907)
- 20 dicembre - Genrich Fedosov, calciatore sovietico (n. 1932)
- 20 dicembre - Margarethe Kraus, ceca (n. 1928)
- 20 dicembre - Óscar López Vázquez, calciatore colombiano (n. 1939)
- 20 dicembre - Jurij Nyrkov, calciatore sovietico (n. 1924)
- 20 dicembre - Frank Shannon, cestista e allenatore di pallacanestro statunitense (n. 1917)
- 21 dicembre - Myron Healey, attore statunitense (n. 1923)
- 22 dicembre - Adriano Franceschini, storico e epigrafista italiano (n. 1920)
- 22 dicembre - Aurora Miranda, cantante e attrice brasiliana (n. 1915)
- 23 dicembre - Lajos Baróti, calciatore e allenatore di calcio ungherese (n. 1914)
- 23 dicembre - Xenia Pörtner, attrice tedesca (n. 1932)
- 23 dicembre - Kay Stammers, tennista britannica (n. 1914)
- 23 dicembre - Yao Wenyuan, politico cinese (n. 1931)
- 24 dicembre - Mario Brizuela, cestista messicano (n. 1926)
- 24 dicembre - Elena Fischli Dreher, partigiana italiana (n. 1913)
- 25 dicembre - Felice Andreasi, attore e cabarettista italiano (n. 1928)
- 25 dicembre - Derek Bailey, chitarrista inglese (n. 1930)
- 25 dicembre - Giovanni Cattanei, sociologo italiano
- 25 dicembre - Birgit Nilsson, soprano svedese (n. 1918)
- 25 dicembre - Moshe Shem Tov, attivista bulgaro (n. 1924)
- 25 dicembre - Sarat Chandra Sinha, politico indiano (n. 1914)
- 25 dicembre - Charles Socarides, psichiatra e psicologo statunitense (n. 1922)
- 25 dicembre - Domenico Triggiani, scrittore, drammaturgo e regista italiano (n. 1929)
- 26 dicembre - Mikuláš Athanasov, lottatore cecoslovacco (n. 1930)
- 26 dicembre - Muriel Costa-Greenspon, mezzosoprano statunitense (n. 1935)
- 26 dicembre - John Diebold, imprenditore statunitense (n. 1926)
- 26 dicembre - Ted Ditchburn, calciatore inglese (n. 1921)
- 26 dicembre - Silvestro Marcucci, filosofo italiano (n. 1931)
- 26 dicembre - Giuliana Pistoso, scrittrice e editrice italiana (n. 1923)
- 26 dicembre - Vjačeslav Platonov, allenatore di pallavolo e pallavolista sovietico (n. 1939)
- 26 dicembre - Vincent Schiavelli, attore, gastronomo e regista teatrale statunitense (n. 1948)
- 26 dicembre - Ciccino Sineri, attore italiano (n. 1912)
- 26 dicembre - Erich Topp, ammiraglio tedesco (n. 1914)
- 26 dicembre - Karl Zuegg, imprenditore italiano (n. 1914)
- 27 dicembre - Arrigo Beccari, presbitero e educatore italiano (n. 1909)
- 27 dicembre - Gino Bianco, giornalista italiano (n. 1932)
- 27 dicembre - Hartmut Enke, musicista tedesco (n. 1952)
- 27 dicembre - Albino Lorenzo, pittore italiano (n. 1922)
- 27 dicembre - Mario Maffioli, calciatore italiano (n. 1909)
- 27 dicembre - Giancarlo Primo, cestista e allenatore di pallacanestro italiano (n. 1924)
- 28 dicembre - Paul Cloyd, cestista e allenatore di pallacanestro statunitense (n. 1920)
- 28 dicembre - Patrick Cranshaw, attore statunitense (n. 1919)
- 28 dicembre - Virginia Dighero, supercentenaria italiana (n. 1891)
- 28 dicembre - Exequiel Figueroa, cestista e allenatore di pallacanestro cileno (n. 1924)
- 28 dicembre - Marco Guglielmi, attore italiano (n. 1928)
- 28 dicembre - Rocco Mazzarone, medico e scrittore italiano (n. 1912)
- 28 dicembre - Stevo Žigon, attore e regista jugoslavo (n. 1926)
- 30 dicembre - Jean Ollivier, illustratore e giornalista francese (n. 1925)
- 30 dicembre - Gianni Ratto, attore, regista teatrale e scenografo italiano (n. 1916)
- 30 dicembre - Ottavio Rossi, calciatore italiano (n. 1916)
- 31 dicembre - Enrico Di Giuseppe, tenore statunitense (n. 1932)
- 31 dicembre - Fee Malten, attrice tedesca (n. 1911)
- 31 dicembre - John Peel, ginecologo britannico (n. 1904)
- 31 dicembre - Peter Ruschp, sciatore alpino e allenatore di sci alpino statunitense (n. 1944)
- 31 dicembre - Aleksandr Silaev, canoista sovietico (n. 1928)
- 31 dicembre - Claude Sylvain, attrice francese (n. 1930)
- 31 dicembre - José Valle Mas, calciatore spagnolo (n. 1918)
- 31 dicembre - Askol'd Ivanovič Vinogradov, matematico russo (n. 1929)
- 31 dicembre - Phillip Whitehead, politico, produttore televisivo e scrittore britannico (n. 1937)